# ボリス・セイガル
ボリス・セイガル（Boris Sagal、1923年10月18日 - 1981年5月22日）は、アメリカ合衆国の映画監督、テレビドラマ監督。
ソビエト連邦・ウクライナ・ソビエト社会主義共和国（現・ウクライナ）エカテリノスラフ（現・ドニプロペトロウシク）の生まれ。ユダヤ人。
イェール大学ドラマスクールに学ぶ。主にテレビドラマを多く手がけ、人気テレビドラマの監督を多数務めた。映画では『地球最後の男オメガマン』が知られる。
最初の妻で脚本家のセイラ・ツワイリングとの間に5人の子供をもうけ、うちケイティ、ジーン、リズ、ジョーの4人が俳優になった。
1981年5月22日、オレゴン州ポートランド近郊でテレビ映画『第三次世界大戦』のロケ中に、空撮用ヘリから降りたところを尾翼ローターに巻き込まれ、頭部と肩に瀕死の重傷を負い、病院に運ばれたが5時間後に死亡した。57歳。作品はデイヴィッド・グリーンが後を継いで完成させた。

## 主な作品

### 映画
- マードックの拳銃 Guns of Diablo (1964年)
- フロリダ万才 Girl Happy (1965年)
- メイド・イン・パリ Made in Paris (1966年)
- 0011ナポレオン・ソロ/スラッシュの要塞 The Helicopter Spies (1967年)
- モスキート爆撃隊 Mosquito Squadron (1969年)
- 空爆特攻隊 The Thousand Plane Raid (1969年)
- 二重スパイ・国際謀略作戦 Hauser's Memory (1970年)
- 地球最後の男オメガマン The Omega Man (1971年)
- 私は犯された/エレイン夫人の裁判 A Case of Rape (1974年) テレビ映画
- ロジャー・ムーア シャーロック・ホームズ・イン・ニューヨーク Sherlock Holmes in New York (1976年) テレビ映画
- アンネの日記 The Diary of Anne Frank (1980年) テレビ映画
- サーカス天国 When the Circus Came to Town (1981年) テレビ映画
- 炎の砦マサダ Masada (1981年) テレビ映画
- 第三次世界大戦 World War III (1982年) テレビ映画、撮影中に事故死

### テレビドラマ
- 探偵マイク・ハマー Mike Hammer (1958年 - 1959年)
- ピーター・ガン Peter Gunn (1959年 - 1960年)
- ヒッチコック劇場 The Alfred Hitchcock Hour (1961年 - 1962年)
- ドクター・キルデア Dr. Kildare (1961年 - 1964年)
- 四次元への招待 Night Gallery (1969年)
- 刑事コロンボ Columbo (1972年 - 1973年)
- リッチマン・プアマン/青春の炎 Rich Man, Poor Man (1976年) テレビミニシリーズ